# Rudolf Wimmer (Komponist)
Rudolf Wimmer (* 19. Juli 1897 in Gunskirchen bei Wels; † 13. Dezember 1963 in Wels) war ein österreichischer Komponist.

## Leben
Sein Studium unter anderem bei Max Springer und Franz Schmidt finanzierte er durch seine Tätigkeit als Organist an der Dominikanerkirche (Wien). Ab 1925 war er Chordirektor in Bozen, das er 1929 mangels Arbeitsbewilligung verlassen musste, so nahm er eine vergleichbare Stelle in Krems an, wo er eine Kindersingschule gründete. 1938 bis 1945 musste er zusehen, wie seine Aufbauarbeit wieder zerfiel, so kehrte er nach Gunskirchen zurück und unterrichtete Musik an der Linzer Lehrerbildungsanstalt. Nach einem Schlaganfall 1961 starb Wimmer 1963 im Krankenhaus in Wels.

## Werke
- Messe D-Dur für Soli, Chor und Orchester
- Marienkantate für Soli, gemischten Chor, Kinderchor, Orchester und Orgel (UA Großer Musikvereinssaal 25. Mai 1930)
- Engelweihnacht, Kantate für Soli, Chor, Kinderchor, Orchester und Orgel (UA 1936 in Krems)
- Missa Tu Rex Gloriae Christi für Soli, Chor und Orchester (UA 1962 Neuer Dom Linz)
- Deutsche Psalmenmesse für Soli, Chor, Schola, Orgel und Orchester (UA 1955 Neuer Dom Linz)
- Missa Misericordiae Domini für Soli, Chor und Orchester (UA Franziskanerkirche Wien 1957, UA der Oktettfassung mit Streichern von Martin Nowak, Carinthischer Sommer 2007)